# Kisjenő
Kisjenő (románul: Chișineu-Criș) város Arad megyében. Lakosságát tekintve Arad megye kisvárosai közé tartozik.

## Fekvése
Nagyszalontától délre, Nagyzerénd és Erdőhegy között fekvő település.

## Története

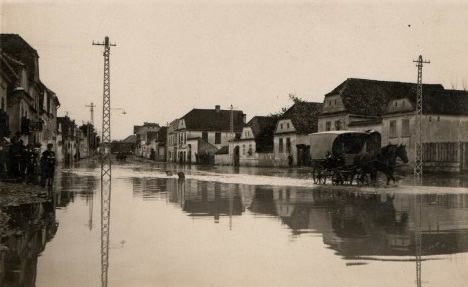
Kisjenő egyik utcája az 1932-es árvíz idején

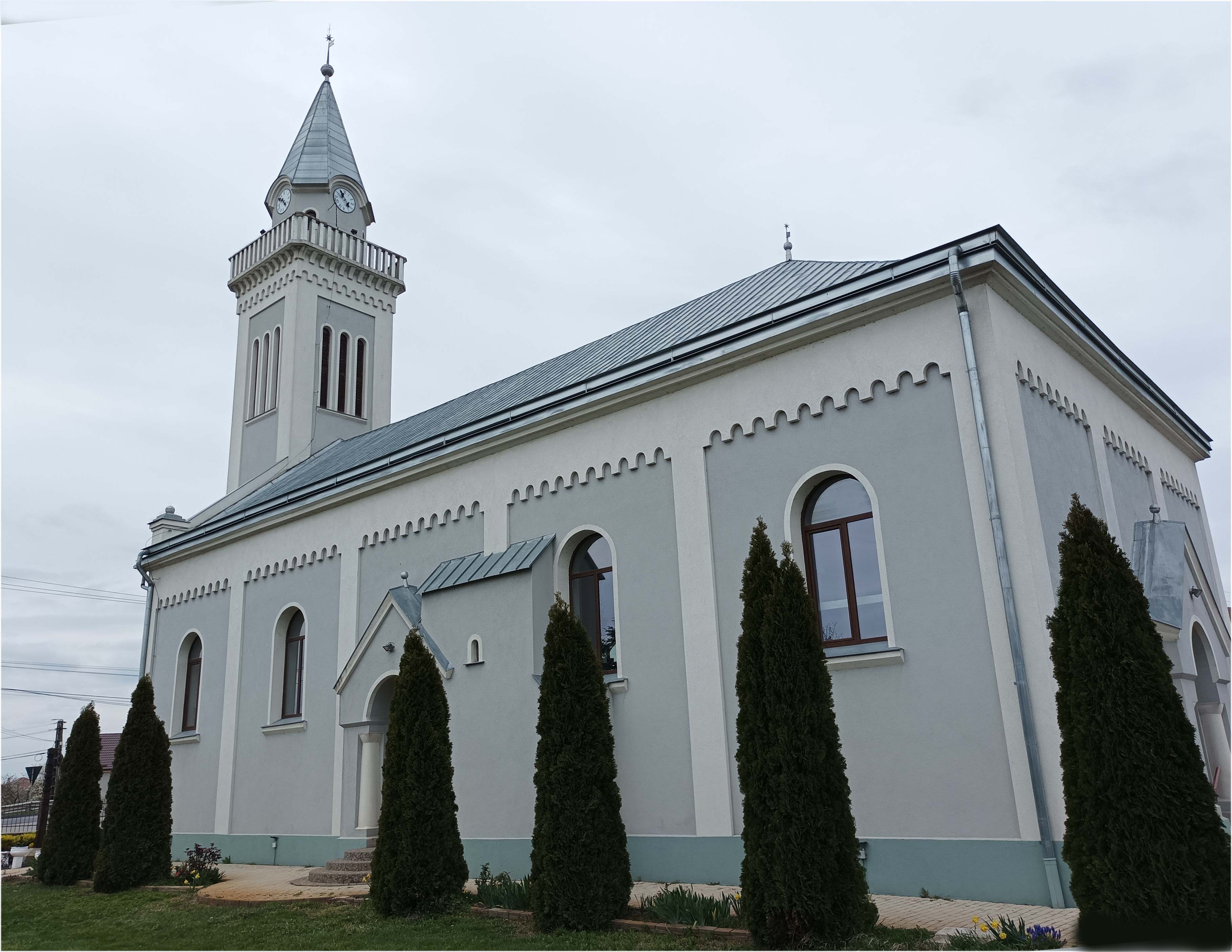
Erdőhegy városrész református temploma

A várostól nyugatra két kilométerre 3-5. illetve 10-11. századi településeket tártak fel.
Kisjenő Árpád-kori település, első írásos említése 1177-ből ismert Jenew, Kis-Jenew, Kyss-Jenew alakokban. Nevét 1185–1203 között mint Jób esztergomi érsek birtokát említették az oklevelek. Később Mike comes, 1236-ban pedig IV. Béla király adománya révén a Geregye nemzetségbeli Pál országbírót említették földesuraként. 1360-ban Telegdi Tamás kalocsai érsek és rokonai osztoztak meg a birtokon. Az osztozáskor három utcája is megemlítésre került, ebből a „Varsányi-utcza” nevét az oklevél név szerint is megemlítette. Az osztozkodáskor említették még földesúri kúriáját és két kőre berendezett vízimalmát is. 1366-ban már jelentős település lehetett, egy ez évi oklevél a községben a „Zadwi”-szigeten hat házsort említett. 1374-ben a váradi káptalan tulajdona volt, de a források szerint a csanádi püspöknek is voltak területei a vidéken többek között Kisjenőben is.
1476-ban már Kis-Jenőként szerepelt, mint a nagyváradi káptalanhoz tartozó bihari falu. A káptalan 1484-ben határjárást rendelt el, a Nadab felőli, keletre eső részre, az érszegi határra. Erdőhegy és Kisjenő lakossága és birtokosai békésen éltek egymás mellett a Fehér-Körös két partján az évszázadok folyamán. Egy összetűzésről tudunk 1507-ből, amikor az Erdőhegyi család fegyverekkel megtámadta a káptalan kisjenői hídját, mert elégedetlenek voltak a hídvám szedésével. A hidat 1489-ben említették először Corvin János tulajdonaként. Ezt támadta meg Erdőhegyi Balázs, Miklós és Bernát, majd felépítettek a saját területükön egy új hidat. A támadás oka tehát anyagi eredetű volt, és csak egy család, nem az egész település érdekeit szolgálta. Az Erdőhegyi család 1507-ben Frangepán Beatrix kisjenői birtokait is háborgatta. Pereskedéshez vezetett az ügy, amelyben Frangepán Beatrixot Zalay Pál siklói nemes képviselte.  A 14. században a Csanád nemzetségből származó Thelegdy család is birtokos volt a faluban, azonban az 1561-ben hűtlenségbe esett Telegdi István elveszítette. Ekkor János Zsigmondtól Béres Gáspár, Csáky Boldizsár és Spanit János eszközöltek ki rá adománylevelet.1552-ben 25 portával még bihari falu, majd 1564-ben Zarándba helyezték. Egy 1426-os oklevél említ egy írástudót is, aki Kisjenőben élt „Litteratus de Jenew” néven. Egy másik híradás szerint 1515-ben Kisjeney Bernát a bécsi egyetemen tanult. A körösköziek még a legnehezebb körülmények között is gondot fordítottak gyermekeik taníttatására.
A 17. században a Szemere, Veress, Kerékgyártó, Bódog és Bogyó családok birtoka, és az övék volt még az 1800-as évek végén is, majd Gerey Miklós és a nagyváradi főkáptalan birtoka lett. 1690–1695 között a portyázó törökök elpusztították a települést, lakosai csak 1700 körül tértek vissza Derecskei nevű lelkészükkel együtt.
A 20. század elején Arad vármegye Kisjenői járásához tartozott.

### Erdőhegy
Kisjenőhöz tartozó településrész még Erdőhegy is, mely Kisjenővel szemben, a Fehér-Körös jobb partján, egykor különálló település volt. A szintén elpusztult, illetve Erdőhegybe olvadt Köbli és Somos falvak a középkorban a Bábolnay és a gróf Cseszneky család birtokai voltak.
Erdőhegy nevét 1394-ben, majd 1446-ban említette először oklevél Erdewhegh néven, ekkor az Erdewheghi család birtoka volt.
1472 előtt az Erdewhegiek birtokának írták az oklevelek, azonban Erdewhegi Demetertől és Mihálytól azt testvérük, János megölése miatt elvették és a koronára szállt, később Mátyás király Dengelegi Pongrác János erdélyi vajdának, székely és fenesi ispánnak adta. 1472-ben Dengelegi Pongrác János erdélyi vajda, székely és fenesi ispán a korábban Erdewhegiektől elkobzott birtokot zálog címén rokonainak Csentei Benedeknek és testvérének Forgó Ambrusnak engedte át.
1808-ban Erdőhegy néven említették az oklevelekben. 1851-ben István főherceg és nádor birtokának írták. 1895-ben a közeli erdőkben érte halálos vadászbaleset László főherceget, István nádor unokaöccsét.
1910-ben Erdőhegynek 2394 lakosa volt, melyből 1875 magyar, 40 német, 473 román volt. Ebből 1423 református, 473 görögkeleti ortodox, 369 római katolikus volt.
A 20. század elején Arad vármegye Kisjenői járásához tartozott.

## Népessége
1910-ben a városnak 2821 lakosa volt, ebből 1376 (48,8%) magyar, 1355 (48%) román és 49 (1,7%) fő német, melyből 1378 görögkeleti ortodox, 734 római katolikus, 469 református, volt.
2002-ben 8343 lakosa volt: 6007 (72%) román, 2006 (24,04%) magyar, 261 (3,12%) cigány és egyéb.

## Nevezetességek
- Római katolikus templom
- Görög keleti templom
- Református temploma ősi épület, mely még a 13. században épült, tornya azonban újabb kori. A templomot 1791-ben alakították át és akkor a szószék és az ablak között a falon feliratot találtak, melyből csak Gergely Miklós neve volt minden kétséget kizáróan megállapítható.

## A város szülöttei
- Kerekes Ferenc (Erdőhegy, 1784. június 22. – Balatonfüred, 1850. július 29.) tanár, matematikus, a Magyar Tudományos Akadémia levelező tagja.
- Fáy Szeréna (Erdőhegy, 1865. december 24. – Budapest, 1934. január 27.) színésznő.
- Balogh Ernő (Erdőhegy, 1882. július 24. – Kolozsvár, 1969. július 1.) geológus, egyetemi tanár, Erdély karsztjainak és barlangjainak kutatója.
- Kocsis Rudolf (1963. május 29.)
- Ioan Matiuț (1956. december 18.) költő.
- Nyári Teréz (1954. február 14.) fizikus.
- Radnai Farkas, 1872-ig Rillhammer Farkas, (1848. március 25. – Sümeg, 1935. október 24.) római katolikus egyházfő, esperes.
- Vassy Erzsébet (1952. szeptember 28.) festőművész, grafikus.
- Vida Gábor (1968. április 4.), a Látó című szépirodalmi folyóirat szerkesztője.
- Boros Béla (Erdőhegy, 1908. szeptember 20. – Temesvár, 2003. június 6.) katolikus pap, címzetes érsek